# Kanton Canisy
Kanton Canisy (francouzsky Canton de Canisy) byl francouzský kanton v departementu Manche v regionu Dolní Normandie. Tvořilo ho 11 obcí. Zrušen byl po reformě kantonů 2014.

## Obce kantonu
- Canisy
- Dangy
- Gourfaleur
- La Mancellière-sur-Vire
- Le Mesnil-Herman
- Quibou
- Saint-Ébremond-de-Bonfossé
- Saint-Martin-de-Bonfossé
- Saint-Romphaire
- Saint-Samson-de-Bonfossé
- Soulles